# Денгофф (герб)

Герб Денгофф.

Денго́фф (пол. Denhoff, Doenhoff, Donhoff) — шляхетський герб. Належав полонізованій німецькій родині Денгоффів. Походить від родиного вестфальського герба та гербу лівонських лицарів Денгоффів. У срібному щиті чорна голова дикого кабана (вепра), повернута праворуч. У нашоломнику чорний кабан навсторчки праворуч, проколотий навхрест двома срібними списами, що обернені вістрями догори. Намет чорний, підбитий сріблом. Інша назва — Вепрова Голова (пол. Wieprzowa Głowa).

## Роди
- Беренси (Berens)
- Бірети (Bieret)
- Біронти (Biront)
- Денгоффи (Denhoff)
- Добшевичі (Dobszewicz)